# Аск (Жиронда)
Аск (фр. Asques) насеље је и општина у југозападној Француској у региону Аквитанија, у департману Жиронда која припада префектури Либурн.
По подацима из 2011. године у општини је живело 488 становника, а густина насељености је износила 77,71 становника/km². Општина се простире на површини од 6,28 km². Налази се на средњој надморској висини од 5 метара (максималној 32 m, а минималној 1 m).

## Демографија
| 1962. | 1968. | 1975. | 1982. | 1990. | 1999. | 2011. |
| ----- | ----- | ----- | ----- | ----- | ----- | ----- |
| 315   | 378   | 382   | 414   | 444   | 474   | 488   |

График промене броја становника у току последњих година